# Serie Final de la Liga de Béisbol Profesional de la República Dominicana 2017-18
La Serie Final de la Liga de Béisbol Profesional de la República Dominicana 2017-18, se disputó entre el 23 y 31 de enero del 2018, entre las Águilas Cibaeñas y los Tigres del Licey, resultando campeones las Águilas en el máximo de 7 juegos.
Esta fue la vigésima primera ocasión en la que estos equipos se enfrentan en una final, serie que dominan los Tigres 11 a 9. Los bengaleses se coronaron en las temporadas 1953, 1963-64, 1969-70, 1973-74, 1976-77, 1982-83, 1983-84, 1993-94, 2001-02, 2005-06, 2016-17, mientras que las cuyayas se han coronado en las temporadas 1952, 1971-72, 1975-76, 1977-78, 1985-86, 1997-98, 2004-05, 2006-07 y 2007-08.
Los Tigres del Licey disputaron su trigésima sexta serie final y tercera consecutiva (2015-16, 2016-17); mientras que las Águilas Cibaeñas disputaron su trigésima novena serie final y segunda consecutiva (2016-17). Este evento fue una reedición de la serie final pasada en la temporada 2016-17. 
La serie fue recortada de un 9-5 a un 7-4 debido a la extensión del Round Robin a causa del incendio ocurrido en el Estadio Quisqueya Juan Marichal el 27 de diciembre de 2017 y fuertes lluvias, lo que llevó a algunos juegos a suspenderse o posponerse.

## Trayectoria hasta la Serie Final
Estos son los resultados de ambos equipos desde el comienzo de la temporada:
| Equipo           | Serie regular        | Round Robin          |
| ---------------- | -------------------- | -------------------- |
| Águilas Cibaeñas | 27-23 (tercer lugar) | 10-9 (segundo lugar) |
| Tigres del Licey | 25-25 (cuarto lugar) | 11-7 (primer lugar)  |

## Desarrollo

### Juego 1
| Equipo  | 1 | 2 | 3 | 4 | 5 | 6 | 7 | 8 | 9 | C | H  | E |
| ------- | - | - | - | - | - | - | - | - | - | - | -- | - |
| Águilas | 0 | 0 | 0 | 0 | 0 | 0 | 1 | 3 | 4 | 8 | 10 | 0 |
| Tigres  | 1 | 0 | 0 | 0 | 0 | 0 | 0 | 0 | 0 | 1 | 8  | 0 |

LG: Abel de los Santos (1-0)  LP: Dustin Antolin (0-1)  
HRs:  AC – Johan Camargo (1)
- Box score

### Juego 2
| Equipo  | 1 | 2 | 3 | 4 | 5 | 6 | 7 | 8 | 9 | C | H | E |
| ------- | - | - | - | - | - | - | - | - | - | - | - | - |
| Tigres  | 2 | 0 | 0 | 0 | 2 | 0 | 0 | 0 | 0 | 4 | 7 | 0 |
| Águilas | 0 | 0 | 0 | 1 | 0 | 2 | 2 | 3 | X | 8 | 9 | 0 |

LG: Samuel Deduno (1-0)  LP: Andrés Ávila (0-1)  
HRs:  AC – Danny Santana (1), Junior Lake (1), Johan Camargo (2)
- Box score

### Juego 3
| Equipo  | 1 | 2 | 3 | 4 | 5 | 6 | 7 | 8 | 9 | 10 | C | H  | E |
| ------- | - | - | - | - | - | - | - | - | - | -- | - | -- | - |
| Águilas | 0 | 0 | 0 | 0 | 0 | 0 | 0 | 2 | 1 | 0  | 3 | 6  | 1 |
| Tigres  | 0 | 0 | 0 | 3 | 0 | 0 | 0 | 0 | 0 | 1  | 4 | 10 | 1 |

LG: Marlon Arias (1-0)  LP: Josh Judy (0-1)  

- Box score

### Juego 4
| Equipo  | 1 | 2 | 3 | 4 | 5 | 6 | 7 | 8 | 9 | C  | H  | E |
| ------- | - | - | - | - | - | - | - | - | - | -- | -- | - |
| Águilas | 0 | 0 | 0 | 1 | 0 | 0 | 0 | 0 | 0 | 1  | 3  | 2 |
| Tigres  | 1 | 2 | 3 | 0 | 0 | 3 | 1 | 0 | X | 10 | 14 | 1 |

LG: Jair Jurrjens (1-0)  LP: Michael Roth (0-1)  
HRs:  TL – Yermín Mercedes (1)
- Box score

### Juego 5
| Equipo  | 1 | 2 | 3 | 4 | 5 | 6 | 7 | 8 | 9 | C | H | E |
| ------- | - | - | - | - | - | - | - | - | - | - | - | - |
| Tigres  | 0 | 0 | 2 | 0 | 0 | 0 | 0 | 0 | 0 | 2 | 8 | 1 |
| Águilas | 0 | 0 | 2 | 2 | 0 | 1 | 0 | 0 | X | 5 | 9 | 0 |

LG: Richelson Peña (1-0)  LP: Bryan Evans (0-1)  SV: Josh Judy (1)  

- Box score

### Juego 6
| Equipo  | 1 | 2 | 3 | 4 | 5 | 6 | 7 | 8 | 9 | C | H | E |
| ------- | - | - | - | - | - | - | - | - | - | - | - | - |
| Tigres  | 0 | 0 | 1 | 1 | 2 | 0 | 0 | 0 | 0 | 4 | 9 | 0 |
| Águilas | 0 | 0 | 0 | 1 | 0 | 1 | 0 | 1 | 0 | 3 | 6 | 0 |

LG: Lisalverto Bonilla (1-0)  LP: Miguel Peña (0-1)  SV: Jairo Asencio (1)  
HRs:  TL – Juan Francisco (1)
- Box score

### Juego 7
| Equipo  | 1 | 2 | 3 | 4 | 5 | 6 | 7 | 8 | 9 | C  | H  | E |
| ------- | - | - | - | - | - | - | - | - | - | -- | -- | - |
| Águilas | 0 | 0 | 5 | 0 | 0 | 1 | 0 | 1 | 4 | 11 | 12 | 0 |
| Tigres  | 0 | 0 | 0 | 1 | 1 | 0 | 2 | 0 | 1 | 5  | 10 | 1 |

LG: Jhan Mariñez (1-0)  LP: Rolando Valdez (0-1)  
HRs:  AC – Félix Pérez (1)  TL – Juan Francisco (2)
- Box score

### Box score completo
Serie Final de la LIDOM 2017-18 (4-3): Las Águilas Cibaeñas vencen a los Tigres del Licey.
| Equipo           | 1 | 2 | 3 | 4 | 5 | 6 | 7 | 8  | 9 | 10 | C  | H  | E |
| ---------------- | - | - | - | - | - | - | - | -- | - | -- | -- | -- | - |
| Águilas Cibaeñas | 0 | 0 | 7 | 5 | 0 | 5 | 3 | 10 | 9 | 0  | 39 | 55 | 3 |
| Tigres del Licey | 4 | 2 | 6 | 5 | 5 | 3 | 3 | 0  | 1 | 1  | 30 | 66 | 4 |

HRs:  AC – Johan Camargo (2), Danny Santana (1), Félix Pérez (1), Junior Lake (1) 
  TL – Juan Francisco (2), Yermín Mercedes (1)